# Antonia Bruha
Antonia Bruha (geborene Spath; * 1. März 1915 in Wien; † 27. Dezember 2006 ebenda) war eine österreichische Widerstandskämpferin und Buchautorin.

## Leben

### Kindheit und Jugend
Die ersten sechs Lebensjahre verbrachte Antonia Bruha mit ihrer Schwester bei den Großeltern in Böhmen, da die Eltern nicht genug Geld hatten, um die Kinder zu ernähren. Zurück in Wien, besuchte sie eine tschechischsprachige Komenský-Schule und hätte im Anschluss daran gerne Slawistik studiert. Ihre Mutter empfand dies jedoch nicht dem damaligen Frauenbild entsprechend angemessen und setzte sich bei der Berufswahl auch gegen den Vater, einen Braumeister, durch. So machte Antonia Spath offiziell eine Lehre als Friseurin und Schönheitspflegerin bei einem Friseurmeister, den sie bei einer Jugendgruppe von Quäkern kennengelernt hatte. Von ihm erhielt sie Englischunterricht und sie unterrichtete die Quäker in Tschechisch, da diese in Prag eine Quäkergruppe aufbauen wollten. Eigenen Aussagen zufolge lernte sie so zwar kaum etwas vom Friseurhandwerk, dafür aber war sie in dieser Zeit dreimal in Prag.

### Im Ständestaat und Dritten Reich
1934 lernte sie im tschechischen Turnverein DTJ ihren späteren Ehemann Josef Bruha kennen. Dieser war Werkmeister und Mitglied beim republikanischen Schutzbund. Wegen seiner Teilnahme an den Kämpfen um den Rabenhof, einen großen Gemeindebau in Wien-Landstraße, verlor er seinen Arbeitsplatz.
Schon als 18-Jährige hatte sie begonnen, unter dem Pseudonym „Tanja Spatová“ für die tschechische Zeitung Vídeňské dělnické listy (Wiener Arbeiterblätter) Gedichte und Kurzgeschichten zu schreiben. Ab ihrer Hochzeit im Jahr 1935 schrieb sie unter dem Pseudonym „Tana Bruhova“ unter anderem auch für die in der Tschechoslowakei erscheinende Zeitung „Mladý dělnik (Jungarbeiter)“. Ihr Mann ermöglichte ihr auch, 1936 tatsächlich das ersehnte Sprachstudium zu beginnen. Dieses musste Bruha jedoch 1938 nach der Schließung der slawischen Fakultät durch die Nationalsozialisten abbrechen.
Gemeinsam mit ihrem Ehemann schmuggelte sie illegale Zeitungen nach Österreich, die von Gesinnungsgenossen in einem Wald bei Preßburg hinterlegt worden waren.
Nach dem Anschluss Österreichs beteiligte sich das Ehepaar Bruha an der Widerstandsgruppe um Alois Houdek. 1941, drei Monate nach der Geburt ihrer Tochter Sonja, wurde sie von der Gestapo verhaftet. Während sie fast ein Jahr in Einzelhaft im Polizeigefangenenhaus Rossauer Lände und danach im Bezirksgericht Schiffamtsstraße inhaftiert war, wurde ihr Mann nach kurzer Haft aus Mangel an Beweisen freigelassen.
Die Tochter Sonja wurde von den Nationalsozialisten in der Kinderübernahmestelle der Gemeinde Wien in der Lustkandlgasse untergebracht. Die dortige Oberschwester gab das Kind ohne Erlaubnis an Pflegeeltern weiter, so dass der Mann von Antonia Bruha mit seiner Tochter Kontakt halten konnte. Für die Gestapo war Sonja ein Druckmittel, um Antonia Bruha zu belastenden Aussagen gegen ihre Kameraden zu zwingen. Es gelang ihr aber, diesem Druck standzuhalten und niemanden zu verraten.
Antonia Bruha wurde in das KZ Ravensbrück verlegt, wo sie Rosa Jochmann kennenlernte. Hier wurde sie Zeugin von Zwangssterilisationen und Menschenversuchen. Unter Lebensgefahr schmuggelte Bruha Medikamente in den politischen Block und tauschte Karteikarten aus. Kurz vor der Befreiung des Lagers wurde sie auf einen Todesmarsch geschickt, mit dem die Nationalsozialisten das Konzentrationslager evakuieren wollten. Dabei gelang ihr gemeinsam mit einigen Freundinnen die Flucht. Anschließend schlugen sie sich durch Polen und die Tschechoslowakei nach Wien durch.
Das erste Zusammentreffen mit der unterdessen vier Jahre alten Tochter Sonja wurde zu einem Fiasko. Diese kannte ihre Mutter nur von einem Foto, das eine gepflegte und gut aussehende Frau zeigte, und nun stand ihr eine abgemagerte und ausgemergelte Frau gegenüber. Es dauerte ungefähr zwei Jahre, bis Sonja Antonia Bruha als ihre Mutter akzeptierte.

### Nach dem Zweiten Weltkrieg
Nachdem für Sonja die Schule begonnen hatte, übersetzte Antonia Bruha für das damalige Radio Wien der RAVAG deutsche Texte ins Russische und Tschechische. Diese Tätigkeit übte sie zehn Jahre lang aus. Außerdem schrieb sie zeitgeschichtliche Beiträge für das Buch „Österreich April 1945“ (herausgegeben von Franz Danimann und Hugo Pepper) und die Vídeňské svobodné listy (Wiener Freie Blätter), die neu gegründete Zeitung der Tschechen in Wien.
Auf Bitten von Herbert Steiner, dem früheren Leiter des Dokumentationsarchivs des österreichischen Widerstands, begann sie, für das Archiv zu arbeiten. Ungefähr um 1960 begann sie auch, als Zeitzeugin Schulen zu besuchen und dort den Schülern über die Zeit des Nationalsozialismus und ihre eigenen Erlebnisse zu erzählen, um zu verhindern, dass sich die Geschichte wiederholte.
1984 kam ihre Biographie Ich war keine Heldin auf den Markt, in der sie vor allem auf die Zeit zwischen ihrer Verhaftung und dem ersten Zusammentreffen mit ihrer Tochter eingeht.
Antonia Bruha verstarb am 27. Dezember 2006 in Wien. Sie wurde am Wiener Zentralfriedhof bestattet. Im Jahr 2018 wurde in Wien-Donaustadt (22. Bezirk) die Antonia-Bruha-Gasse nach ihr benannt.

## Werke
- Ich war keine Heldin. Europa Verlag, München 2022, ISBN 978-3-95890-468-2.
- Unter Hitler war alles viel besser als heute. Erfahrungen einer Zeitzeugin aus den sechziger Jahren. AZ-Thema, Heft 11, Wien 1987.
- Chronik des Konzentrationslagers Ravensbrück anhand der im DÖW befindlichen Aktensammlung, in: "DÖW-Jahrbuch", Wien 1991.
- 50 aktive Jahre, in: „Festschrift zum fünfzigjährigen Bestehen der Österreichischen Lagergemeinschaft Ravensbrück“, Wien 1998.